# Ngombe (Cameroun)
Pour les articles homonymes, voir Ngombe (homonymie).
Ngombe est un village de la Région du Littoral du Cameroun, situé dans la commune de Ngambe. 

## Population et développement
En 1967, la population de Ngombe était de 378 habitants, essentiellement des Babimbi du peuple Bassa. La population de Ngombe était de 115 habitants dont 56 hommes et 59 femmes, lors du recensement de 2005.  